# Malaltia de Fabry
La malaltia de Fabry (MF), també coneguda com malaltia d'Anderson-Fabry o angioqueratoma corporal difús, és una rara malaltia genètica d'herència lligada al cromosoma X, que pot afectar moltes parts del cos, inclosos els ronyons, els ulls, el cor i la pell. És habitual la presència de limfedema, hipertensió, hipertròfia del ventricle esquerre, arrítmia, fenòmens trombòtics, alteracions de la sudoració, neuropatia perifèrica, dolor abdominal amb diarrees, telangièctasis, problemes oculars i angioqueratomas. Amb freqüència, els individus amb MF sofreixen episodis recurrents d'angina de pit a causa d'un fenomen d'ateroesclerosi accelerada generat per l'afecció. Els pacients que presenten aquest trastorn genètic tenen una alta prevalença de símptomes depressius i poden desenvolupar un deteriorament de la cognició que altera molt la seva qualitat de vida.
La malaltia de Fabry forma part del grup de patologies conegudes com a malalties per dipòsit lisosòmic. La mutació genètica que causa la malaltia de Fabry interfereix amb la funció d'un enzim que processa biomolècules conegudes com a glicoesfingolípids, provocant que aquestes substàncies s'acumulin a les parets dels vasos sanguinis i altres òrgans.
La MF té dues variants principals: la forma clàssica i la no clàssica o d'inici tardà. La primera apareix típicament durant la infantesa i el seu curs clínic és complex i variable a causa del progrés dels danys en diversos sistemes corporals, mentre que la segona es manifesta després dels 30 anys amb una simptomatologia en general menys greu i derivada sovint de l'afectació d'un únic òrgan.
De vegades es diagnostica la MF mitjançant una anàlisi de sang que mesura l'activitat de l'enzim afectat anomenat alfa-galactosidasa, però també s'utilitzen proves genètiques, especialment en les dones.
El tractament d'aquesta malaltia varia en funció dels òrgans afectats i es pot abordar la causa que la produeix substituint amb agalsidasa alfa o beta l'enzim que manca. La ràpida administració de la teràpia adequada immediatament després de ser diagnosticat el trastorn acostuma a modificar de manera significativa i favorable el seu pronòstic. Hi ha casos en els quals les especials característiques del defecte existent en el gen GLA, codificador de l'alfa-galactosidasa, permeten l'ús farmacològic alternatiu amb bons resultats de determinades xaperones.
Les primeres descripcions de la condició van ser realitzades simultàniament pel dermatòleg Johannes Fabry i el cirurgià William Anderson el 1898.